# Li Xue
Li Xue (chinês: 李雪, pinyin: Lǐ Xuě, 14 de abril de 1985) é uma jogadora de tênis de mesa francesa nascida na China. Ela competiu pela França nos Jogos Olímpicos de Verão 2012 e 2016.